# Psammophis aegyptius
Psammophis aegyptius är en ormart som beskrevs av Marx 1958. Psammophis aegyptius ingår i släktet Psammophis och familjen snokar. Inga underarter finns listade i Catalogue of Life.
Denna orm förekommer i norra Afrika och Mellanöstern från Algeriet, Niger och norra Nigeria till södra Israel. Arten lever i låglandet och i bergstrakter upp till 1000 meter över havet. Psammophis aegyptius vistas i öknar och där i områden med tillgång till vatten som oaser och tillfälliga floder. Den hittas även på jordbruksmark och vid kusten. Individerna lever främst på marken och de har vanligen ödlor och gnagare som föda. De klättrar ibland i buskar eller i träd av släktet Acacia och fångar småfåglar. Honor lägger ägg.
Några exemplar fångas och hölls som terrariedjur. Hela populationen anses vara stabil. IUCN listar arten som livskraftig (LC).